# Acromantis insulans
Acromantis insulans es una especie de mantis de la familia Hymenopodidae.

## Distribución geográfica
Se encuentra en la India, Sumatra y Java.